# 3rd -Love Paradise-
Albums de Morning Musume
Second Morning
(28 juillet 1999) 4th Ikimasshoi!
(27 mars 2002)
Compilations par Morning Musume
Best! (...) 1
(31 janvier 2001)
Bandes originales par Morning Musume
Pinch Runner
(5 juillet 2000)
Singles
1. Love Machine
Sortie : 9 septembre 1999
2. Koi no Dance Site
Sortie : 26 janvier 2000

3rd -Love Paradise- (3rd -LOVEパラダイス-, "third" étant prononcé à l'anglaise ; trad : « 3e - Paradis de l'amour ») est le troisième album du groupe de J-pop Morning Musume.

## Présentation
L'album sort le 23 mars 2000 au Japon sur le label zetima. Il est écrit, composé et produit par Tsunku. Il atteint la 2e place du classement des ventes de l'Oricon, et reste classé pendant 16 semaines, pour un total de 863 300 exemplaires vendus ; il restera le deuxième album le plus vendu du groupe, derrière sa compilation Best! Morning Musume 1 de 2001.
L'album contient onze titres : neuf chansons, et deux courts titres sans musique en introduction et conclusion (~Ohayō~ et ~Oyasumi~). Deux des chansons étaient déjà sorties précédemment en singles : Love Machine et Koi no Dance Site, les deux singles millionnaires et plus grosses ventes du groupe ; ces deux titres figureront aussi sur la compilation Best! Morning Musume 1 de 2001, de même que la chanson Dance Suru no da! extraite de l'album.
C'est le premier album du groupe avec la nouvelle membre de la "3e génération", Maki Goto. C'est aussi son premier album sans Aya Ishiguro, qui a quitté le groupe deux mois auparavant ; elle n'y est pas créditée bien qu'ayant chanté sur le titre Love Machine, sorti précédemment en single avant son départ. C'est le dernier album du groupe avec Sayaka Ichii, qui le quittera deux mois plus tard, et avec Yūko Nakazawa, qui le quittera en 2001. Le prochain album original du groupe, 4th Ikimasshoi!, sortira deux ans plus tard en 2002 ; mais entre-temps sortiront en 2001 la compilation Best! Morning Musume 1 et l'album de la comédie musicale Love Century (...).

## Formation
Membres du groupe créditées sur l'album :
- 1re génération : Yūko Nakazawa, Kaori Iida, Natsumi Abe
- 2e génération : Kei Yasuda, Mari Yaguchi, Sayaka Ichii
- 3e génération : Maki Goto

## Titres
Toutes les chansons sont écrites et composées par Tsunku.
| CD          | CD                                                        | CD                            | CD         | CD | CD | CD | CD | CD | CD |
| No          | Titre                                                     | Origine                       | Durée      |    |    |    |    |    |    |
| ----------- | --------------------------------------------------------- | ----------------------------- | ---------- | -- | -- | -- | -- | -- | -- |
| 1.          | ~Ohayō~ (～おはよう～)                                    |                               | 2 min 02 s |    |    |    |    |    |    |
| 2.          | Love Machine (Loveマシーン)                               | 7e single (avec Aya Ishiguro) | 5 min 01 s |    |    |    |    |    |    |
| 3.          | Aisha Loan de (愛車ローンで)                              |                               | 4 min 47 s |    |    |    |    |    |    |
| 4.          | Kuchizuke no Sono Ato (くちづけのその後)                  |                               | 4 min 54 s |    |    |    |    |    |    |
| 5.          | Koi no Dance Site (恋のダンスサイト)                      | 8e single                     | 4 min 29 s |    |    |    |    |    |    |
| 6.          | Lunchtime ~Rebanira Itame~ (ランチタイム～レバニラ炒め～) |                               | 3 min 32 s |    |    |    |    |    |    |
| 7.          | Dance Suru no Da! (Danceするのだ!)                        |                               | 4 min 50 s |    |    |    |    |    |    |
| 8.          | Omoide (おもいで)                                         |                               | 4 min 39 s |    |    |    |    |    |    |
| 9.          | Harajuku 6 min 00 s Shūgō (原宿6 min 00 s集合)            |                               | 4 min 23 s |    |    |    |    |    |    |
| 10.         | Why                                                       |                               | 4 min 51 s |    |    |    |    |    |    |
| 11.         | ...Suki da yo! (「、、、好きだよ！」)                     |                               | 5 min 34 s |    |    |    |    |    |    |
| 12.         | ~Oyasumi~ (～おやすみ～)                                  |                               | 1 min 56 s |    |    |    |    |    |    |
| 50 min 58 s |                                                           |                               |            |    |    |    |    |    |    |